# Pedro Delgado

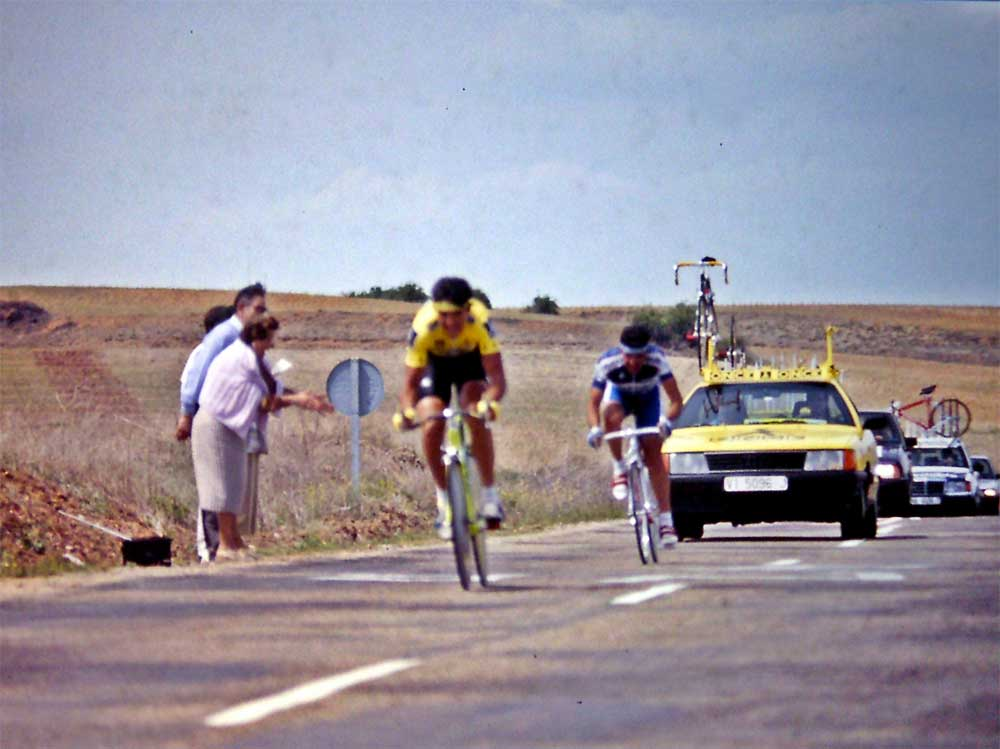
Pedro Delgado na Vuelta a España de 1989

Pedro Delgado Robledo (Segóvia, 15 de abril de 1960) é um ex-ciclista espanhol, profissional entre os anos de 1982 e 1994, durante os quais obteve 49 vitórias. Recebeu a alcunha de Perico. 
Participa em diversas competições aos quinze anos de idade e passa à categoria de juvenis em 1976. Aos 19 anos, recebe várias ofertas para dar o salto para o campo profissional, mas os estudos e o serviço militar obrigatório fazem com que atrase a decisão.
Em 1982 profissionaliza-se com a equipa Reynolds.
Em 1984, usa durante alguns dias da Vuelta a España a camisola amarela. Uma queda na última etapa contra o relógio privou-o de lutar pelo pódio. Também caiu no Tour de France, desta vez tendo que abandonar a prova.
Em 1985, Delgado abandona a Reynolds e assina pela Seat-Orbea. Obtém o primeiro grande triunfo da sua carreira desportiva, ao impor-se na Vuelta a España. No Tour, vence uma etapa e finaliza em 6º.
Em 1986, muda para a PDM, onde passará as duas próximas temporadas e melhora o rendimento em contra-relógio. Na Vuelta de 1986, ganha por Álvaro Pino, finaliza em 10º por culpa de uma gripe. No Tour, quando corria bem classificado e com suficiente moral para tentar o pódio, a sua mãe falece devido a derrame cerebral, provocando o abandono do segoviano.
Em 1987, termina 4º na Vuelta a España e alcança o pódio no Tour de France, terminando em 2º atrás de Stephen Roche.
Em 1988 regressa à Reynolds e muda o plano habitual, renunciando à Vuelta e tomando partida no Giro d'Italia. No Tour de France, consegue por fim o grande sonho e torna-se o terceiro espanhol a vencer a prova.
Em 1989 volta a participar na Vuelta a España, enquanto um jovem Miguel Induráin partia como teórico chefe de fila da equipa. A boa forma de Delgado e uma queda de Induráin, convertem-no no principal estandarte da equipa. Não sem sofrimento, consegue vencer a Vuelta a España. No Tour, fica em terceiro, e acaba a temporada sendo 2º na Volta a Cataluña.
Em 1990 tem a última grande oportunidade de reeditar o triunfo de 1988 no Tour, ficando no 4º lugar. Na Vuelta, como sucedera no ano anterior, recai sobre si de forma inesperada a responsabilidade da equipa, e termina em 2º.
Em 1991, volta a participar no Giro de Itália. Ao chegar ao Tour, Induráin já é co-líder de Delgado. Os maus resultados nas primeiras etapas de montanha do segoviano convertem Induráin no líder da equipa, passando a ser gregário do navarro. No primeiro Tour de Induráin, Delgado acaba em 9º. A Vuelta a Burgos e a Subida a Urkiola foram alguns dos seus triunfos neste ano de azar.
Em 1992, Delgado regressa como chefe de fila à Vuelta a España. Uma brilhante vitória nos Lagos de Covadonga e o terceiro lugar na classificação geral são o que obtém. No Tour, Induráin já era claro chefe de equipa e Delgado um lugar-tenente de luxo.
Em 1993, vence na Semana Catalana durante a preparação para a Vuelta. Uma inoportuna enfermidade priva-o do estado de forma ideal e não rende ao seu melhor nível. Este ano foi o da última participação no Tour de France.
Em 1994, o seu último ano como profissional, consegue um meritório terceiro posto na Vuelta a España. Também é 2º na Volta às Astúrias e 3º na Volta à Catalunha.
Depois de se retirar, Delgado trabalhou como comentador desportivo da TVE.

## Equipas
- Reynolds (1982-1984)
- Seat-Orbea (1985)
- PDM (1986-1987)
- Reynolds (1988-1989)
- Banesto (1990-1994)